# Селон (Минесота)
Селон (енгл. Ceylon) град је у америчкој савезној држави Минесота.

## Демографија
По попису из 2010. године број становника је 369, што је 44 (-10,7%) становника мање него 2000. године.
| Група             | 2000.       | 2010.       |
| Белци             | 398 (96,4%) | 348 (94,3%) |
| Афроамериканци    | 0 (0,0%)    | 0 (0,0%)    |
| Азијати           | 0 (0,0%)    | 0 (0,0%)    |
| Хиспаноамериканци | 9 (2,2%)    | 18 (4,9%)   |
| Укупно            | 413         | 369         |